# Scorpaena guttata
Scorpaena guttata (Скорпена каліфорнійська) — вид скорпеноподібних риб роду Скорпена (Scorpaena) родини скорпенових (Scorpaenidae).

## Поширення
Вид зустрічається на сході Тихого океану біля берегів Каліфорнії та у Каліфорнійській затоці.

## Опис
Риба середнього розміру, завдовжки до 43 см. Мають отруйні колючки на спинному, анальних та черевних плавцях.

## Спосіб життя
Це морський, субтропічний, демерсальний вид, що мешкає на глибині до 183 м. Полюбляє населяти кам'янисте дно біля узбережжя, де багато тріщин та печер. Активний хижак, що живиться дрібною рибою. Максимальний вік — 21 рік.